# Orchestra Sinfonica della Radio Svedese
L'Orchestra Sinfonica della Radio Svedese (svedese: Sveriges Radios Symfoniorkester, nome internazionale: Swedish Radio Symphony Orchestra) è un'orchestra sinfonica con sede a Stoccolma, in Svezia, e affiliata alla Sveriges Radio ("Radio Svedese"). L'orchestra trasmette i concerti sulla rete svedese Radio-P2.

## Storia
Uno dei gruppi precursori per l'orchestra è stata la Radioorkestern, i cui direttori principali furono Nils Grevillius (1927-1939) e Tor Mann (1939-1959). Nel 1965 la Radioorkestern è stata accorpata ad un'altra orchestra della Radio Svedese, l'Underhållningsorkestern (Entertainment Orchestra), sotto il nuovo nome di Swedish Radio Symphony Orchestra. Sergiu Celibidache ne è stato il primo direttore principale, dal 1965 al 1971.
Dal 1979 l'orchestra ha sede alla Berwaldhallen.
Herbert Blomstedt, direttore principale dal 1977 al 1982 è attualmente Primo Direttore Onorario dell'orchestra, mentre Valery Gergiev e Esa-Pekka Salonen sono Direttori Onorari.
Dal 2007 Daniel Harding ne è il Direttore principale. Il suo contratto è stato rinnovato più volte e nel 2018 è stato annunciato che Harding rimarrà alla guida dell'orchestra almeno fino al 2023, diventandone inoltre anche Direttore artistico.

## Direttori principali
- Sergiu Celibidache (1965–1971)
- Herbert Blomstedt (1977–1982)
- Esa-Pekka Salonen (1984–1995)
- Yevgeny Svetlanov (1997–1999)
- Manfred Honeck (2000–2006)
- Daniel Harding (2007–presente)